# Tutti pazzi 1983-1992
Tutti pazzi 1983 - 1992 è una raccolta del gruppo musicale italiano Negazione, pubblicata nel 2002.

## Il disco
Si tratta di una raccolta di brani pubblicati dal gruppo hardcore punk torinese. Al suo interno sono presenti anche una versione dal vivo di Giochi nel vento e un remix del brano Tutti pazzi, denominato Todos locos.
Fatta eccezione per il primo e l'ultimo brano, la lista tracce della raccolta segue un ordine cronologico inverso, ovvero partendo dai brani più recenti per arrivare, alla fine del disco, ai primi brani pubblicati dalla band.

## Tracce
1. Giochi nel vento
2. Brucia di vita
3. It's Hard
4. Parole
5. Back to My Friends
6. Sempre in bilico
7. La nostra vita
8. Happiness is Not for Heroes
9. Il giorno del sole
10. I'll Do it Tonite
11. Little Dreamer
12. Love and Blood Will Come
13. Straight & Rebel
14. Niente
15. Lei ha bisogno di qualcuno che la guardi
16. Lo spirito continua
17. Un amaro sorriso
18. Incubo di morte
19. Noi
20. Cannibale
21. Omicida 357 Magnum
22. Tutti pazzi
23. Todos locos